# Liriomyza hemerocallis
Liriomyza hemerocallis este o specie de muște din genul Liriomyza, familia Agromyzidae, descrisă de Hiroaki Iwasaki în anul 1993. Conform Catalogue of Life specia Liriomyza hemerocallis nu are subspecii cunoscute.